# 麒麟竭
麒麟竭（学名：Calamus draco）又名麒麟血藤，是棕榈科省藤属的一种。

## 分类
本种曾被归类为黄藤属（Daemonorops），但后来发觉黄藤属、网苞藤属（Retispatha）、角裂藤属（Ceratolobus）、鬃耳藤属（Pogonotium）与省藤属等旧有分类存有并系群问题，而且它们之下各物种的关系比原先预想的更为亲近，所以合并为一属。

## 用途

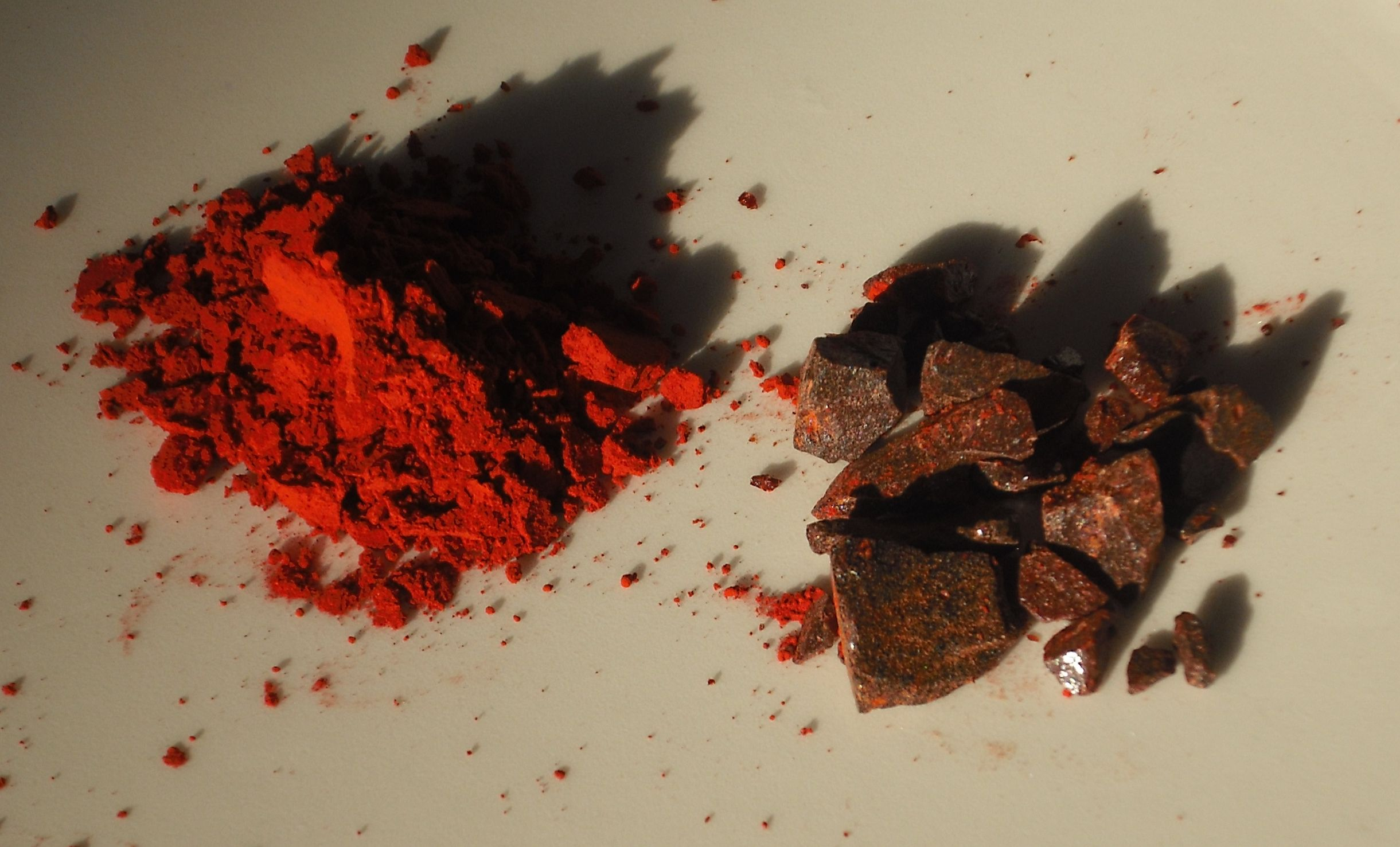
由麒麟竭所制造的血竭

本种果实的树脂可加工为中药血竭，用于伤口止血、活血散淤。